# Cittadinanza ateniese
Aristotele, secondo John Greville Agard Pocock, ha suggerito che gli antichi Greci pensavano che essere un cittadino era uno stato naturale ed era ciò che determinava anche la cittadinanza ateniese. Era una nozione elitaria, secondo Peter Riesenberg, in cui anche le comunità di piccole dimensioni avevano idee generalmente simili di come le persone avrebbero dovuto comportarsi nella società e ciò che costituiva condotta appropriata. E i pensatori moderni, così, concordano sul fatto che la storia della cittadinanza è complessa, con nessuna singola predominante definizione. Geoffrey Hosking ha descritto una possibile logica ateniese che portava alla democrazia partecipativa: 
(Geoffrey Hosking, 2005)
Funzionava male. Di conseguenza, la costituzione aristocratica ateniese originale divenne via via più inadeguata, e lasciò il posto a un accordo più inclusivo. Agli inizi del VI secolo a.C., il riformatore Solone annullò tutti i debiti che gravavano sui terreni, e permise a tutti i maschi ateniesi liberi di partecipare all'assemblea dell'Ecclesia. Inoltre, incoraggiò gli artigiani stranieri, particolarmente qualificati nella produzione della ceramica, a stabilirsi ad Atene offrendo loro, come incentivo, la cittadinanza per naturalizzazione.
Solone prevedeva che gli ateniesi aristocratici avrebbero continuato a partecipare agli affari correnti, ma comunque i cittadini avrebbero avuto una "voce politica in Assemblea."

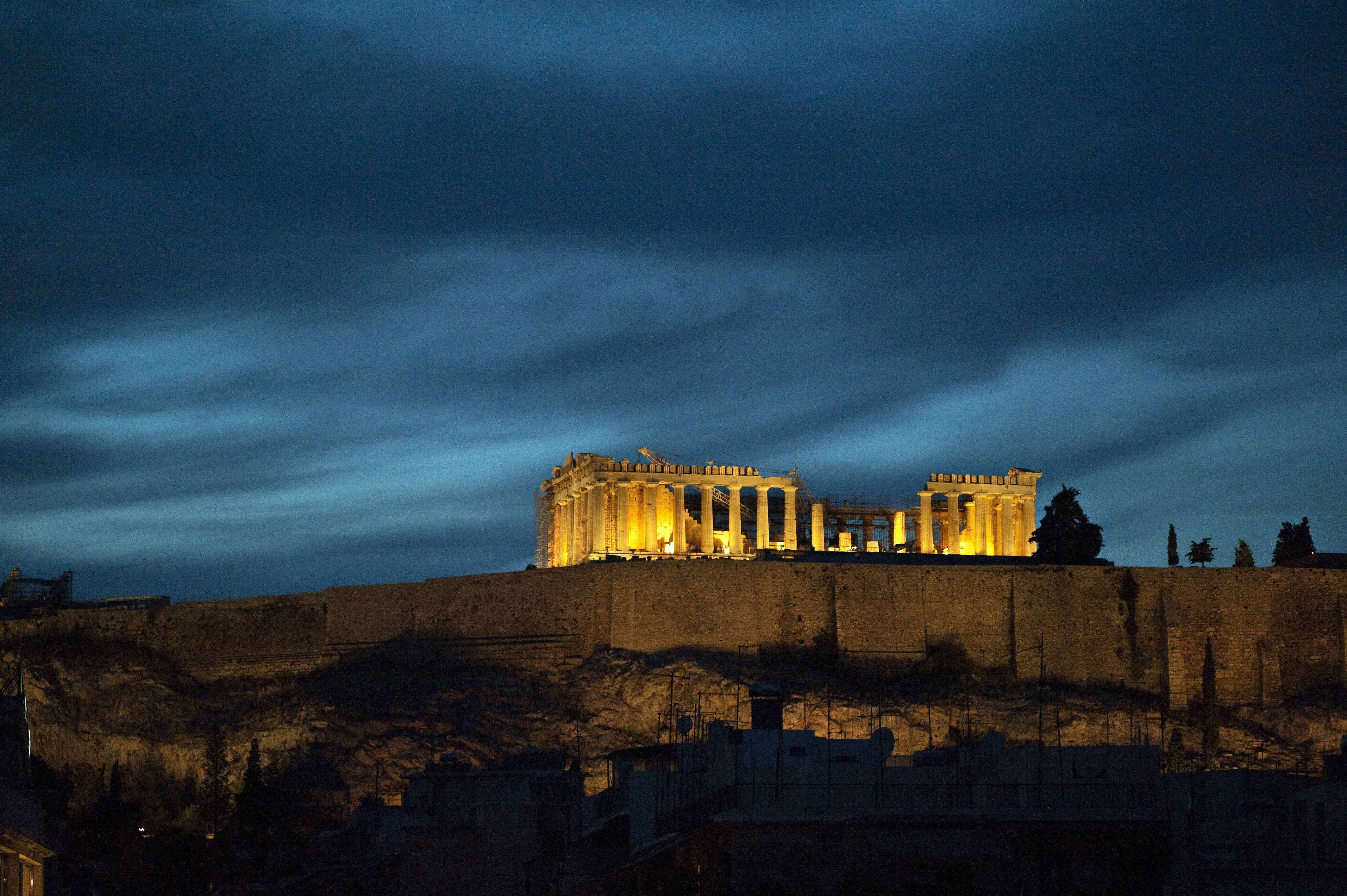
La condizione di cittadinanza ateniese aveva in sé un desiderio di libertà. Foto: Partenone.

Riformatori successivi indirizzarono Atene ancora di più verso la democrazia diretta. Il riformatore greco Clistene, nel 508 a.C. riorganizzò la società ateniese su basi di gruppi di famiglie in stile, fratrie, le aree per grandi strutture miste che combinano le persone provenienti da diversi tipi di zone geografiche: località costiere e città, periferie e pianure, nello stesso gruppo. Clistene abolì le tribù "ridistribuendo la loro identità in modo radicale" così cessarono di esistere. Il risultato fu che agricoltori, marinai e pastori vennero riuniti nella stessa unità politica, diminuendo i legami di parentela come base della cittadinanza. In questo senso, la cittadinanza ateniese andrò oltre le obbligazioni di base, come i legami di famiglia, discendenza, religione, razza o appartenenza tribale, andando verso l'idea di uno stato civico multietnico costruito su principi democratici.
(Ian Worthington, 2009)
Secondo Feliks Gross, un accordo del genere poteva avere successo se persone di diversa provenienza avevano la possibilità di formare associazioni costruttive. La pratica ateniese del ostracismo, in cui i cittadini potevano votare in forma anonima affinché un concittadino potesse essere espulso da Atene per un massimo di dieci anni, era come un modo per rimuovere preventivamente una possibile minaccia per lo Stato, senza dover passare attraverso un procedimento giudiziario. Essa era intesa per promuovere l'armonia interna.
La cittadinanza ateniese era basata sugli obblighi dei cittadini nei confronti della comunità, piuttosto che su diritti concessi ai suoi membri. Questo non era un problema perché la gente aveva una forte affinità con le polis; il loro destino personale e il destino di tutta la comunità erano fortemente collegati. Inoltre, i cittadini della polis vedevano gli obblighi verso la comunità, come la possibilità di essere virtuosi. Era una fonte di onore e rispetto. Secondo un punto di vista, la cittadinanza era essere "padroni di se stessi".. La gente era sovrana; non vi era alcuna sovranità al di fuori del popolo stesso. Ad Atene, i cittadini erano sia governanti che governati. Inoltre, importanti cariche politiche e giudiziarie venivano assegnate a rotazione per ampliare la partecipazione e prevenire la corruzione, e tutti i cittadini avevano il diritto di parola e di voto nell'assemblea politica. Pocock ha spiegato: 
(J. G. A. Pocock)
La concezione ateniese era che "le leggi dovevano governare tutti", nel senso di uguaglianza assoluta ai sensi della legge o il termine greco isonomia. I cittadini avevano alcuni diritti e doveri: i diritti comprendevano la possibilità di parlare e votare nell'assemblea comune, candidarsi a funzioni pubbliche, come giurati, essere protetti dalla legge, possedere la terra, e partecipare al culto pubblico; avevano però l'obbligo di rispettare la legge, e di servire nelle forze armate che poteva essere "costoso" in termini di acquisto delle armi o nel rischiare la propria vita, secondo Hosking.
(Geoffrey Hosking, 2005)
Hosking ha notato che la cittadinanza era "relativamente difficile da ottenere" in quanto escludeva tutte le donne, tutti i minori, tutti gli schiavi, tutti gli immigrati, e la maggior parte dei coloniali, cioè, i cittadini che avevano lasciato la propria città per trasferirsi ad Atena, che di solito avevano perso i diritti di cittadinanza della loro città-stato di origine. Molti storici sostengono che questa esclusività era una debolezza nella società ateniese, ad esempio secondo Hosking, ma egli ha osservato che c'erano forse 50 000 cittadini ateniesi globali, e che al massimo, un decimo di questi non aveva mai preso parte a un'assemblea in qualsiasi momento. Hosking ha sostenuto che se la cittadinanza fosse stata diffusa più ampiamente, avrebbe peggiorato la solidarietà Pocock esprime un sentimento simile e ha osservato che la cittadinanza richiede una certa distanza dalla fatica della vita quotidiana. I maschi greci risolsero questo problema in qualche modo con la sottomissione delle donne, così come con l'istituzione della schiavitù che liberò i loro orari in modo da poter partecipare all'assemblea. Pocock si chiedeva: la cittadinanza era necessaria per evitare che le persone libere diventassero "troppo coinvolte nel mondo delle cose"? Oppure, poteva essere estesa alle persone della classe operaia, e se sì, che cosa avrebbe significato questo per la natura della cittadinanza stessa?